# Why Him?
Why Him? (englisch für: Warum er?) ist eine US-amerikanische Filmkomödie von John Hamburg aus dem Jahr 2016. In den Hauptrollen sind James Franco und Bryan Cranston zu sehen.

## Handlung
Ned Fleming ist zweifacher Familienvater und Inhaber der Druckerei Fleming Company in Grand Rapids, Michigan. Zusammen mit seiner Frau Barb und seinem 15-jährigen Sohn Scotty plant er, seine Tochter Stephanie, welche an der Stanford University studiert, zu besuchen.
Als die Familie dort eintrifft, stellen sie erstaunt fest, dass Stephanie mit einem millionenschweren Jungunternehmer namens Laird Mayhew zusammen ist. Dieser stellt sich schon bald als vollkommen rüpelhaft und unverschämt heraus, was Ned dazu bringt einen regelrechten Hass gegen ihn zu entwickeln. Auch Stephanies Beteuerungen, dass Laird im Grunde ein netter Mensch sei und er sie glücklich mache, können Ned nicht umstimmen. Als Laird dann Ned auch noch um die Hand seiner Tochter bittet, reißen bei diesem alle Stricke und er setzt alles daran, die Hochzeit zu verhindern. Laird wiederum versucht, seinen potentiellen Schwiegervater mit allen Mitteln zu beeindrucken, um Stephanie doch noch heiraten zu können. Er kauft Neds Druckerei, um so auch die aufgelaufenen Schulden begleichen zu können. Am Weihnachtsabend erhält er so Neds Einverständnis, Stephanie zu heiraten. Diese aber nimmt Lairds Antrag nicht an, will sich aber weiterhin mit ihm treffen. Die Druckerei wird in eine sehr erfolgreiche Sanitär-Fabrik umgewandelt, die sich in Dritte-Welt-Projekten engagiert.

## Hintergrund
Die Idee zum Film stammt angeblich von Schauspieler Jonah Hill, der ihn lose auf eigenen Erfahrungen basierend angelegt habe. Der Film wurde ab Mitte Februar 2016 von 21 Laps Entertainment, Red Hour Productions und TSG Entertainment in Los Angeles gedreht und hatte ein geschätztes Budget von 38 Mio. USD.
Mehrere Prominente haben im Film Cameo-Auftritte, so unter anderem Steve Aoki, Elon Musk, Gene Simmons und Paul Stanley.

## Kritik
Von Kritikern erhielt Why Him? gemischte Bewertungen. So hält er auf der Website Rotten Tomatoes eine Bewertung von 40 %, basierend auf 123 gewerteten Kritiken und einer Durchschnittswertung von 4,9/10. Das Fazit der Seite lautet: „Mit einer ordentlichen Besetzung, jedoch von der Allgemeinheit missverstanden, sorgt Why Him? für den ein oder anderen Lacher, fügt aber dem ausgeleierten Thema ‚Verlobter gegen Vater‘ nur wenig hinzu.“
Der Filmdienst meinte: „Mal irritierend vulgäre, mal witzig charmante Komödie, die ihren Humor aus der Gegensätzlichkeit der Charaktere und der von ihnen repräsentierten Welten bezieht.“